# ネバダシティ (カリフォルニア州)
ネバダシティ（英: Nevada City）は、アメリカ合衆国カリフォルニア州の都市。ネバダ郡の郡庁所在地である。州都サクラメントの北東97キロメートルに位置している。人口は3,068人（2010年）。

## 歴史
ネバダシティとなっている地域はカリフォルニア・ゴールドラッシュの1849年に初めて開拓が行われ、ネバダという名前で呼ばれていた。ネバダとは「雪に覆われた」という意味であり、地域の雪を冠した山々を指すものだった。
1850年から1851年にかけて、州内でも最も重要な鉱山町であり、ネバダ郡は州内の先進的金採掘を行う郡だった。ネバダの町は1856年4月19日に市制を敷いた。1864年、ネバダ州との混同を避けるためにネバダの後に「シティ」が付け加えられ、そのとき以来法的には「ネバダシティ」と呼ばれている。元のコヨーテビルの町が後にネバダシティの北西部になった。
市内の幾つかの建物がアメリカ合衆国国家歴史登録財あるいはカリフォルニア州歴史史跡に登録され、保存されている。以下のその一部である。
- 郡庁舎と市役所、アール・デコ調のファサードは公共事業促進局の企画に基づくものである[1]
- ドリス・フォリー図書館、歴史研究用、アメリカ合衆国国家歴史登録財No. 90001809、ノースパイン通り 211、カーネギー図書館である
- 鉱山師の鍛造所、カリフォルニア州歴史史跡No. 1012、スプリング通り325、ペルトン水車を最初に製造した所
- ナショナルホテル、カリフォルニア州歴史史跡No. 899)、ブロード通り211、ロッキー山脈より西では最古級の現在でも経営されているホテル
- ネバダシティ消防署No. 2
- ネバダ醸造所、アメリカ合衆国国家歴史登録財No. 85002303、サクラメント通り107、探鉱の町に大量のビールを醸造し供給されるために使われた
- ネバダ劇場、カリフォルニア州歴史史跡No. 863、ブロード通り401、カリフォルニア州でも最古の最初から劇場として使われている建物
- サウスユバ運河事務所、カリフォルニア州歴史史跡No. 832、メイン通り134、1857年から1880年まで利用された

## 地理
ネバダシティは北緯39度14分51秒 西経121度1分7秒 / 北緯39.24750度 西経121.01861度に位置する。アメリカ合衆国国勢調査局に拠れば、市域全面積は2.1平方マイル (5.5 km2)であり、すべて陸地である。
ミズーリ州ネバダ市はこのネバダシティに因んで名付けられた。

## 人口動態
以下は2000年の国勢調査による人口統計データである。
| 基礎データ - 人口: 3,001人 - 世帯数: 1,313世帯 - 家族数: 740家族 - 人口密度: 549.1人/km2（1,425.0人/mi2） - 住居数: 1,415軒 - 住居密度: 258.9軒/km2（671.9軒/mi2） 人種別人口構成 - 白人: 94.3% - アフリカン・アメリカン: 0.4% - ネイティブ・アメリカン: 1.4% - アジア人: 0.7% - 太平洋諸島系: 0.1% - その他の人種: 0.7% - 混血: 2.4% - ヒスパニック・ラテン系: 3.5% 年齢別人口構成 - 18歳未満: 19.7% - 18-24歳: 7.4% - 25-44歳: 25.9% - 45-64歳: 32.2% - 65歳以上: 14.9% - 年齢の中央値: 44歳 - 性比（女性100人あたり男性の人口） - 総人口: 97.2 - 18歳以上: 95.4 | 世帯と家族（対世帯数） - 18歳未満の子供がいる: 25.4% - 結婚・同居している夫婦: 38.1% - 未婚・離婚・死別女性が世帯主: 13.3% - 非家族世帯: 43.6% - 単身世帯: 35.0% - 65歳以上の老人1人暮らし: 10.4% - 平均構成人数 - 世帯: 2.14人 - 家族: 2.71人 収入と家計（2007年推計） - 収入の中央値 - 世帯: 36,667米ドル - 家族: 46,149米ドル - 性別 - 男性: 32,070米ドル - 女性: 29,183 米ドル - 人口1人あたり収入: 22,399米ドル - 貧困線以下 - 対人口: 7.9% - 対家族数: 1.7% - 18歳未満: 2.5% - 65歳以上: 3.8% |

## 政治
カリフォルニア州議会では、上院の第4および下院の第4選挙区に属している。連邦議会下院ではカリフォルニア州第4選挙区に属し、クック投票動向指数では共和党+11となっている。2010年時点ですべて共和党議員が務めている。

## 経済

### 観光
観光客はネバダシティの歴史的史跡だけでなく、下記のような特別な行事も目当てに市を訪れている。
- ネバダシティ・クラシック[6]は1960年に始まったプロの自転車レースであり、通常は父の日に行われ、数千人の観光客を集めている。2009年6月ではランス・アームストロングが優勝した[7]。
- コンスティチューション・デイのパレードは1967年に始まり、オーファー・プリズン・マーチング・カズー・バンドが参加し[8]、1987年からはフェイマス・マーチング・プレジデントとそのファーストレディがさんかしている.[9]。9月の第2日曜日に開催され、アメリカ合衆国西部では最古で最大の憲法記念日となっている[10]。

### 映画と芸術
シエラ・ストーリーテリング・フェスティバルは1985年に始まり、物語作家が集っている。この行事は毎年7月に物語のために特別に建設された松ノ木の木陰の円形劇場で開催されている。
ワイルド・アンド・シーニック映画祭は2003年に始まり、環境問題に関する幅広い映画を映写しており、アウトドアの冒険ものや極限スポーツものもある。この行事は1月に市内中心街の多くの会場で開催されている。アメリカ合衆国でこの種の映画祭としては最大のものになってきた。
現代のネバダシティはケーブルテレビ、ホールマーク・チャンネルの2006年のオリジナル映画『クリスマスカード』の舞台となった。

## 教育

### 高等教育機関
- カリフォルニア・カレッジ・オブ・アユルベーダ

## 著名な出身者と住人
- ティナ・ベイシック、プロのスケートボーダー
- ジョセフ・コーネル、自然科学者、著作家
- アレラ・ダイアン、シンガーソングライター
- アラスデア・フレーザー、スコットランド出身のバイオリン奏者、カルバーニーレコードのオーナー
- ノア・ジョージソン、音楽家、プロデューサー
- メアリー・K・グリア、タロット研究者、
- ロジャー・ホジソン、シンガーソングライター、バンドのスーパートランプの元メンバー
- ダン・ケンプ、俳優、2000年にネバダシティで死去
- ボビー・バードマン、音楽家
- アダム・クライン、音楽家、バンドのゴールデン・ショルダーズでリーダー
- スティーブン・マクナレン、ドイツ・ネオペイガニズム（異教復興運動）の指導者、著作家
- ジョシュ・ニューマン、音楽家、ブランディ・カーライルのチェロ奏者
- ジョアンナ・ニューサム、ハープ奏者、シンガーソングライター
- ジョン・オルムステッド、自然科学者、インデペンデンス・トレイル州立公園の共同設立者[13][14]
- ユタ・フィリップス、フォークシンガー
- エド・ライマーズ、俳優、テレビアナウンサー
- テリー・ライリー、ミニマル・ミュージックの作曲家
- アレクサンダー・ロッシ、プロのレースカー・ドライバー
- アーロン・オーガスタス・サージェント、カリフォルニア州選出のアメリカ合衆国上院議員
- ナイルズ・サールズ、カリフォルニア州最高裁判所長官
- マリー・スー、フォークシンガー
- ゲーリー・スナイダー、詩人、ビート・ジェネレーションに関わる
- ハインリヒ・シルベスター・テオドル・タイリング、医師、植物学者
- 川崎汀 Migiwa Kawasaki　マクロビオティック料理研究家　Macrobioticcooking teacher

|  |                  |  |                              |  |                                |  |
|  | コマーシャル通り |  | ブロード通りにある昔の消防署 |  | ユニオンアレーにある商工会議所 |  |

### 姉妹都市
ネバダシティはイギリスのコーンウォール州にある海岸町ペンザンスと姉妹都市を結んでいる。この締結はコーンウォール出身者がカリフォルニア・ゴールドラッシュの時代に移民してきて、コーンウォールの鉱業技術を伝えたからだった。ネバダシティ市役所には姉妹都市のための部屋があり、様々な交流の中で得られたコーンウォールの記念品などが納められている。ペザンス青年ウィンドバンドがポール・カーターの指示の下にネバダ統合高校器学部の活動に2回参加した。